# Doopsgezinde kerk (Holwerd)
De doopsgezinde kerk (ook vermaning) van Holwerd is een monumentaal kerkgebouw in de Nederlandse provincie Friesland.

## Geschiedenis
Al in 1563 was er sprake van een groep doopsgezinde inwoners van Holwerd. Leenaerd Bouwens doopte in dat jaar 67 gemeenteleden en in de periode van 1568 tot 1582 167 leden. In 1692 werd een kerkgebouw aan de Koningsstraat aldaar in gebruik genomen. Het huidige kerkgebouw dateert van 1850. De voorzijde heeft een Neoclassicistisch voorkomen met een fronton (bouwkunde)fronton op ionische zuilen en is wit gepleisterd. De achterliggende kerk is van baksteen opgetrokken en ongepleisterd. De eerste steen werd in 1850 gelegd door Hessel Jans Hesseling en Jan Gerlofs Jensma. Beide mannen overleden enkele jaren na deze gebeurtenis, respectievelijk 77 en 78 jaar oud. Het orgel uit 1906 is gemaakt door Bakker & Timmenga.
In de periode voor de bouw van de kerk was Marten Martens predikant van de doopsgezinde gemeente. Hij stond meer dan 50 jaar in deze gemeente van 1798 tot 1849. Het jaar na het beëindigen van zijn functie werden er in zijn gemeente twee nieuwe vermaningen gebouwd, in Holwerd en in Ternaard. Hij overleed twee jaar later in 1852.
De kerk is erkend als rijksmonument.

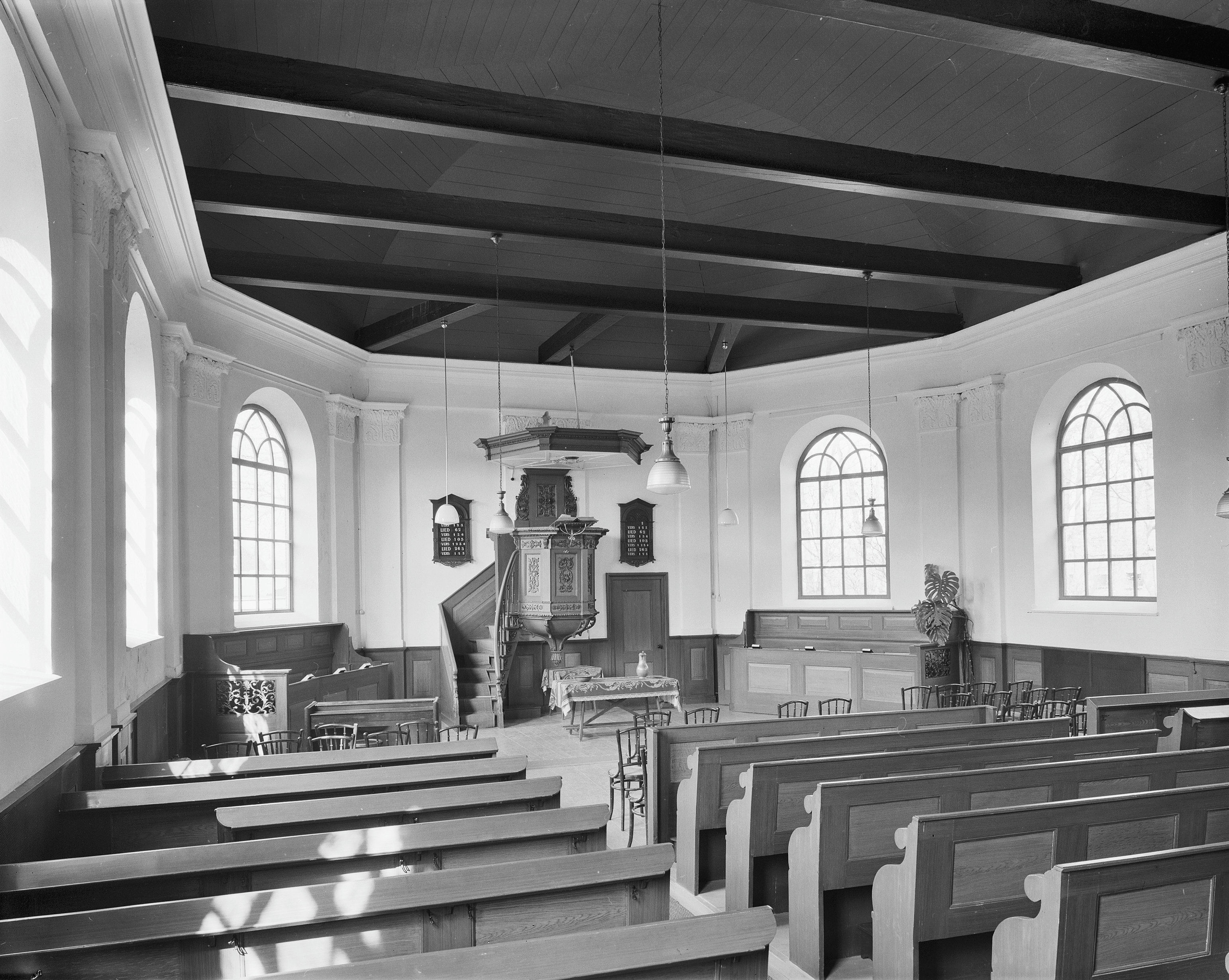
Interieur met preekstoel (1975)
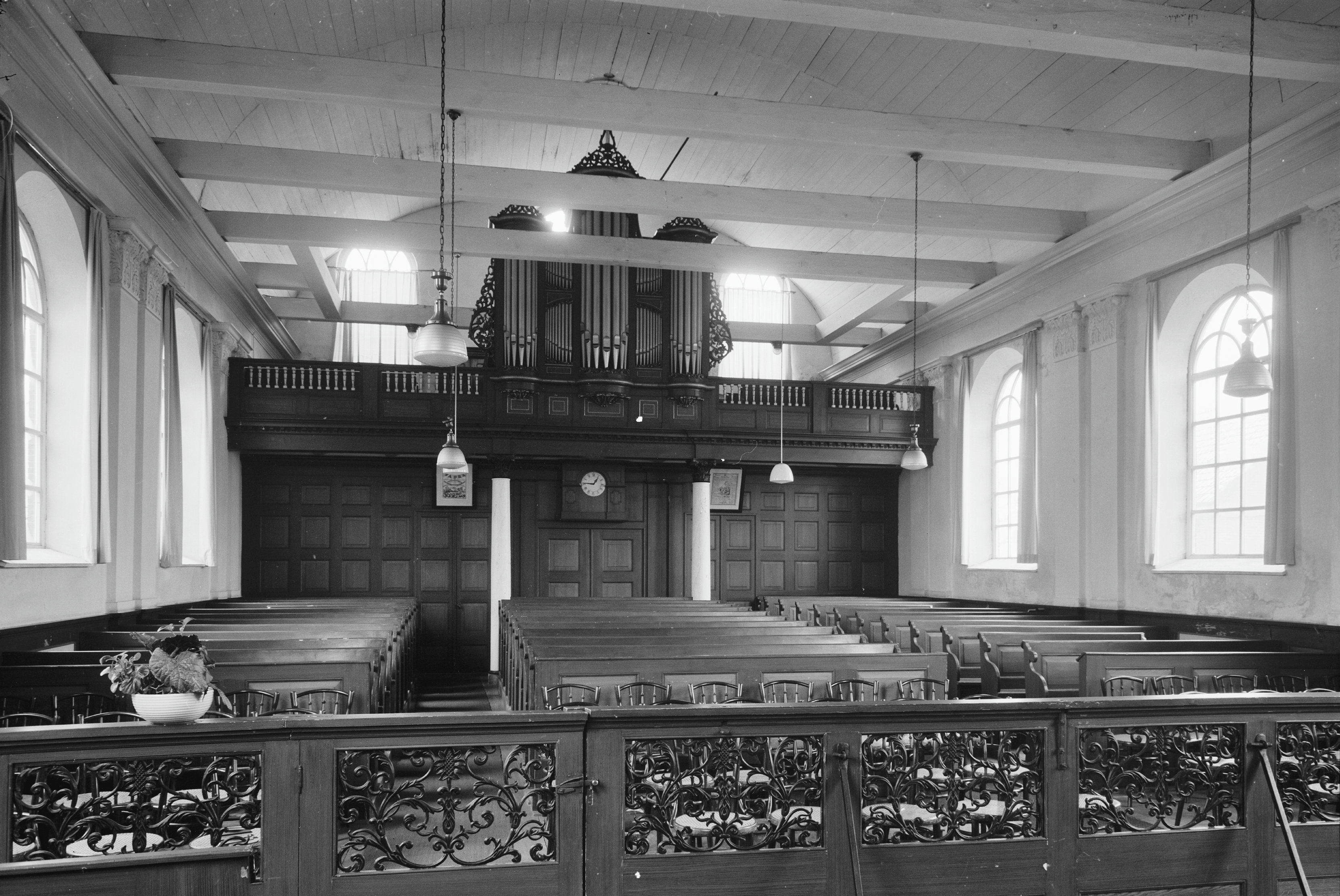
Interieur met orgel (1965)